# Stig Lindmarks Styrkeprov
Stig Lindmarks Styrkeprov är ett travlopp som körs på Skellefteåtravet i Skellefteå i Västerbottens län varje år sedan 2011. Loppet är tillägnat tränaren och kusken Stig Lindmark som var hemmahörande på banan större delen av sin karriär. Loppet körs över stayerdistansen 3 140 meter med voltstart. Förstapris är 200 000 kronor.
När On Track Piraten vann loppet 2018 passerade han även Callits historiska rekord på 27 rikstotosegrar.

## Vinnare
| År   | Häst             | Kusk               | Tränare               | Tid    | Odds  | Tvåa                            | Trea               |
| ---- | ---------------- | ------------------ | --------------------- | ------ | ----- | ------------------------------- | ------------------ |
| 2024 | Charmant de Zack | Magnus A. Djuse    | Alessandro Gocciadoro | 1.12,9 | 1,32  | Global Badman                   | Xanthis Coktail    |
| 2023 | Esprit Sisu      | Daniel Wäjersten   | Daniel Wäjersten      | 1.13,2 | 1,47  | Maesteraemon                    | Hard Times         |
| 2022 | L.L.Royal        | Robert Bergh       | Robert Bergh          | 1.14,3 | 1,08  | Ingen tvåa, dött lopp om segern | Selmer I.H.        |
| 2022 | Testa di Cavolo  | Nicklas Westerholm | Nicklas Westerholm    | 1.14,8 | 7,98  | Ingen tvåa, dött lopp om segern | Selmer I.H.        |
| 2021 | Global Adventure | Erik Adielsson     | Svante Båth           | 1.14,5 | 1,42  | Hard Times                      | Djokovic           |
| 2020 | Very Kronos      | Erik Adielsson     | Svante Båth           | 1.14,3 | 1,68  | Apollon de Kacy                 | Algot Zonett       |
| 2019 | Mr Golden Quick  | Magnus A. Djuse    | Mika Haapakangas      | 1.13,8 | 14,60 | Littleredcorvette               | Carmine Am         |
| 2018 | On Track Piraten | Erik Adielsson     | Hans R. Strömberg     | 1.13,9 | 3,12  | Digital Ink                     | Antonio Trot       |
| 2017 | El Muro B.R.     | John Östman        | Trine Hansen          | 1.16,8 | 51,01 | Stricker                        | Strait Iron        |
| 2016 | Bullyoung        | Kenth Åkerlund     | Robert Bergh          | 1.14,7 | 5,99  | Picasso                         | Kan Ha             |
| 2015 | Lohman           | Jan Norberg        | Robert Bergh          | 1.15,3 | 9,35  | Pantarei Ans                    | Manstone's Classic |
| 2014 | Juliano Rags     | Noralf Braekken    | Noralf Braekken       | 1.14,0 | 2,67  | Mellby Vargtass                 | Bradley            |
| 2013 | Nahar            | Robert Bergh       | Robert Bergh          | 1.14,6 | 1,29  | Jacky Glide                     | Orlando Croft      |
| 2012 | Caballion        | Erik Adielsson     | Henrik Larsson        | 1.14,1 | 2,05  | Nahar                           | Simb Frizz         |
| 2011 | Nahar            | Per Lennartsson    | Per Lennartsson       | 1.14,3 | 2,71  | Montana D.K.                    | Credit Tabac       |